# Héctor Epalza Quintero
Héctor Epalza Quintero PSS (Convención, 14 de junho de 1940 - Pereira, 2 de fevereiro de 2021) foi um clérigo colombiano e bispo católico romano de Buenaventura.

## Biografia
Héctor Epalza Quintero frequentou os seminários de meninos em Ocaña (1953-1954) e Cali (1955-1959) e concluiu sua formação teológica no seminário de Cali (1959-1965). Em 14 de julho de 1965, foi ordenado sacerdote pela Arquidiocese de Cali. Estudou Missiologia (1977-1979) e História da Igreja (1979-1981) na Pontifícia Universidade Gregoriana de Roma e Teologia Espiritual no Pontifício Ateneu Regina Apostolorum em Roma (1989) e na Universidade Gregoriana (1999). Mais tarde, ele se juntou à ordem sulpiciana no Canadá e fez sua profissão em 30 de janeiro de 1989.
Como padre, Epalza foi ativo no cuidado pastoral na arquidiocese de Cali. De 1967 a 1973 foi reitor do Colegio Parroquial de Santa Ana em Cali. Ele então ocupou vários cargos na liderança da diocese: juiz do Tribunal Diocesano; regente do Seminário de Cali (1981-1988;1989-1992); professor da Universidade de San Buenaventura de Cali (1981-1984); reitor do Seminário Maior de Palmira (1990-1991); reitor do Seminário Maior de San José de Cúcuta (1992-1999); e reitor do Seminário Maior de Manizales (2000-2004).
Em 29 de abril de 2004, o Papa João Paulo II o nomeou Bispo de Buenaventura. O arcebispo de Bogotá, Cardeal Pedro Rubiano Sáenz, concedeu-lhe a consagração episcopal em 16 de julho do mesmo ano, na Catedral de São Pedro de Cali; os principais co-consagrantes foram Alberto Giraldo Jaramillo PSS, Arcebispo de Medellín, e Juan Francisco Sarasti Jaramillo CIM, Arcebispo de Cali.
Do púlpito, como bispo, Dom Héctor denunciou a violência e as desigualdades em Buenaventura e recebeu ameaças pessoais por esse motivo. Em 2017, chefiou um comitê em Buenaventura que buscava soluções sociais e econômicas para a população.
Em 30 de junho de 2017, o Papa Francisco aceitou sua aposentadoria por motivos de idade.